# Camuñas
Camuñas es un municipio y localidad española de la provincia de Toledo, en la comunidad autónoma de Castilla-La Mancha. Cuenta con una población de 1767 habitantes (INE 2024).

## Toponimia
El término "Camuñas" se deriva del árabe kammuniya el cual tiene dos significados: uno es 'parecido al comino' y otro "toda especie de semilla que no es cereal o legumbre". El nombre se tomaría probablemente de un mote antroponímico del repoblador de la zona tras la Reconquista.

## Geografía
El municipio se encuentra situado en la falda de la montaña Cabeza-gorda, en el margen izquierdo del río Amarguillo en la comarca de La Mancha. Linda con los términos municipales de Puerto Lápice y Herencia, en la provincia de Ciudad Real, y Madridejos y Villafranca de los Caballeros en la de Toledo.
| Noroeste: Madridejos | Norte: Madridejos            | Noreste: Villafranca de los Caballeros |
| Oeste: Madridejos    |                              | Este: Villafranca de los Caballeros    |
| Suroeste: Herencia   | Sur: Herencia, Puerto Lápice | Sureste: Herencia                      |

Su término se extiende por una amplia meseta. El extremo meridional es el menos llano, con barrancos, gargantas y montañas que casi llegan a los 1000 metros de altitud. Por el oeste se encuentra una vega que se prolonga hasta el Amarguillo, y el monte llamado Cañada de las Vacas que se extiende a los lados de la autovía del Sur. A la derecha de la carretera hay una montaña en cuya cima hay tres bocas de antiguas minas, una de las cuales es de gran profundidad.

## Historia
Existen indicios de un asentamiento romano y posteriormente árabe. Entre los restos arqueológicos se han hallado candiles, cerámica y alguna lápida epigráfica. El paraje los villares de Almaén, es un claro topónimo que denota la presencia hispanorromana y árabe. También se han documentado asentamientos hispanorromanos en los parajes de las Varas, del Palio y Lerma.
Tras la reconquista su repoblación fue realizada hacia el 1276 por la Orden de San Juan. En aquellos tiempos era solo una aldea que dependería de Consuegra hasta mediados del siglo XVI. El 5 de abril de 1557 se le concede el privilegio de villazgo, por la princesa Juana de Austria, gobernadora de estos reinos en ausencia de su hermano Felipe II, habiendo de entregar el municipio al tesoro público la cantidad de "un millón cincuenta y nueve mil quinientos maravedís". En aquella fecha Camuñas tenía 160 vecinos con unos 800 habitantes. Desde el siglo XVIII tiene a San Nicasio como patrón. A principio del siglo XIX se produce la invasión francesa, de la que surge un movimiento contra el invasor, en forma de guerrillas, teniendo el municipio como representante histórico de este tiempo al tío Camuñas. Años más tarde se hizo alcalde de la población a Luis Villaseñor y López de la Oliva, un noble de ideas liberales que tuvo enfrentamientos con la iglesia, llegando a expulsar al sacerdote. También creó un periódico llamado El Trueno.
Durante la Primera República Española comienza la Revolución Cantonal y se forman cantones (estados independientes voluntariamente federados en la Federación española) por diversos lugares de España. El más célebre fue el de Cartagena, pero esta localidad también formó su propio cantón, el cantón de Camuñas, que se deshizo a los pocos días, siendo un acontecimiento anecdótico.

## Demografía
Cuenta con una población de 1767 habitantes (INE 2024).
| Gráfica de evolución demográfica de Camuñas entre 1842 y 2021                                                         |
| |
| Población de derecho según los censos de población del INE. Población de hecho según los censos de población del INE. |

## Economía
Su producción es fundamentalmente agrícola, destacando las de vino, aceite y azafrán con denominaciones de origen La Mancha, Montes de Toledo y Azafrán de La Mancha, respectivamente, este último con sede del Consejo Regulador en Camuñas. El ingreso por persona es inferior 17 000 € anuales.

## Símbolos
Escudo mantelado: 1.º, de gules, la cruz de ocho puntos de San Juan, de plata 2.º, de oro, la careta o máscara de gules con óbitas y labios de sable; en el mantel, de azur, un comino, de oro. Al timbre, corona real cerrada.
Encomendada su justificación histórica a Fernando Jiménez de Gregorio, el heraldista José Luis Ruz Márquez realizó el escudo descrito representando con la cruz la pertenencia de Camuñas a la orden de San Juan, con la máscara a las del Corpus de la villa, y el comino en alusión a sus cultivos. Visado por la Real Academia de la Historia en 22 de junio de 1983, lo aprobó la Junta de Comunidades de Castilla-La Mancha en decreto n.º 11, de 18 de marzo de 1986.

## Administración y política
| Periodo   | Nombre                                                                    | Partido          |
| --------- | ------------------------------------------------------------------------- | ---------------- |
| 1979-1983 | Teodoro Aranda Palomo                                                     | Independiente    |
| 1983-1987 | Fausto Toribio Escribano                                                  | AP/PDP/UL        |
| 1987-1991 | Rafael Cano Aranda                                                        | PP               |
| 1991-1995 | Jesús Redondo Gómez-Chacón                                                | PP               |
| 1995-1999 | Agustín Gallego Paniagua                                                  | PSOE             |
| 1999-2003 | Teodoro Pérez Romero (hasta 10 de marzo de 2000) Agustín Gallego Paniagua | PP PSOE          |
| 2003-2007 | Agustín Gallego Paniagua                                                  | PSOE             |
| 2007-2011 | Juan Ángel Palomo Santacruz (hasta 2008) / Concepción Medina              | PP               |
| 2011-2015 | Mari Carmen Cano López                                                    | PSOE             |
| 2015-2019 | Mari Carmen Cano López                                                    | PSOE             |
| 2019-2023 | Mari Carmen Cano López                                                    | PSOE             |
| 2023-act. | Fernando Gallego Vega                                                     | PP/independiente |

## Servicios

### Educación
Posee una escuela de educación infantil y primaria: el CEIP Cardenal Cisneros. El centro de educación secundaria más cercano, IES Valdehierro, se encuentra en Madridejos, donde acuden la mayoría de los alumnos de la localidad para continuar sus estudios.
En el año 1986, Miguel Ángel Redondo Ballesteros, maestro de la localidad, comienza a impartir clases de música en el colegio a petición del A.M.P.A. A partir de estas enseñanzas funda y dirige la banda de música Unión Musical de Camuñas hasta el mes de mayo del año 2001. Desde el año 2002 hasta nuestros días, cuenta con una pequeña escuela de música, dirigida por la directiva de la asociación músico-cultural Unión Musical de Camuñas, creada para iniciarse en el lenguaje musical y en la interpretación de instrumentos como el saxofón o el clarinete.

### Sanidad
Los hospitales públicos más cercanos son el de la Mancha-Centro, en Alcázar de San Juan, a unos 20 kilómetros, y el de Toledo. También cuenta con un pequeño consultorio de asistencia primaria.

## Cultura

### Patrimonio

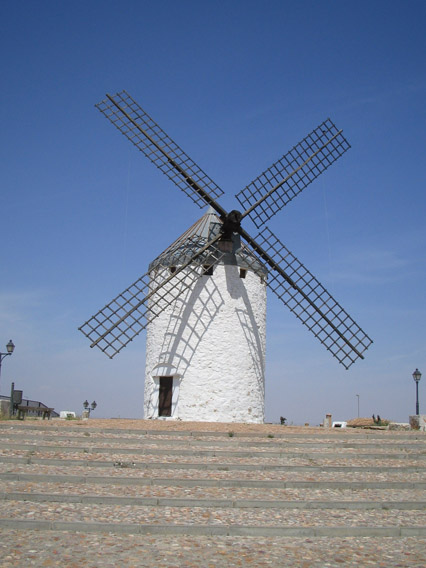
Molino de arriba

- Iglesia parroquial Nuestra Señora de la Asunción: situada en el centro histórico de la villa, de renacentista, aunque con torre mudéjar. En el siglo XVIII se restauró, contribuyendo a la obra del infante don Gabriel Antonio de Borbón (1752-88). Actualmente (principios de 2008) se haya de nuevo en restauración.
- Ermita de la Veracruz: se encuentra en la avenida de Castilla-La Mancha, al lado de uno de los parques del municipio.
- Torre del Reloj: situado en la plaza de Ramón y Cajal, junto a la iglesia parroquial. Fue comprado por 3.243 pesetas en el año 1910 en la relojería central de Canseco, proveedor de la casa real.
- Molino de la unión: se encuentra bajo el cerro del que la localidad de Camuñas queda a sus pies, a unos 700 metros de altitud. Su nombre se debe a que sufrió un gran incendio y fue reconstruido por la unión de todo el pueblo. Está declarado bien de interés cultural.
- Museo Etnológico de Camuñas: está situado al oeste del municipio, cercano al río Amarguillo. Este museo girará en torno a los Pecados y Danzantes de Camuñas

### Fiestas

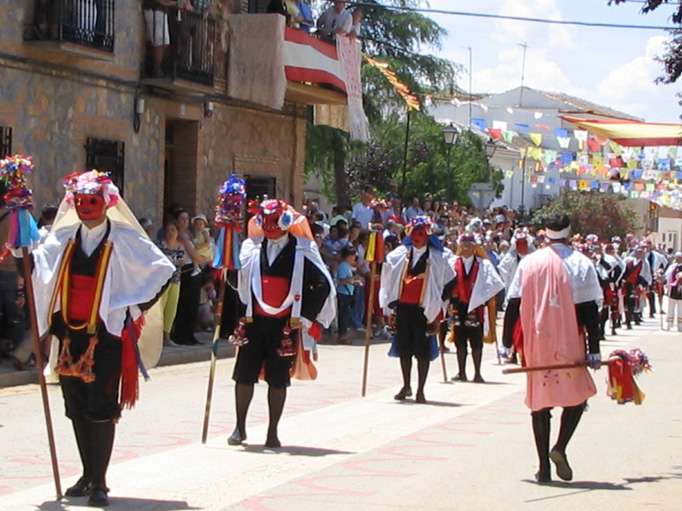
Carreras de Pecados

- Pecados y Danzantes de Camuñas: su nombre es Corpus Christi, pero no tiene nada que ver con la festividad del mismo nombre en Toledo. Es una tradición antigua de la localidad, cuyo significado se desconoce. Es posible que su origen se remonte a los siglos XVI y XVII, pero a lo largo de los siglos el ritual se ha ido dotando de interpretaciones distintas. En la actualidad representa mediante mímica y baile. Actualmente, esta tradición tiene el grado de interés turístico nacional.[7] El desfile ha sido fotografiado por Rafael Sanz Lobato[8]
- San Nicasio: son las fiestas patronales de la localidad. El santo vivió en el siglo II, fue muy martirizado, por defender su fe. Camuñas lo tomó como patrón en el siglo XVII, después de una grave epidemia que hubo en esas fechas, de la cual buscaban ayuda. Se hizo una ermita en su honor, que fue destruida por los franceses.
- Fiesta de Francisquete (El tío Camuñas): primer fin de semana de agosto, se reconstruye cómo Francisquete luchó contra los franceses.